# Sumpter Valley Railroad
| Die Dampflok Nr. 3 zieht einen Zug in den Bahnhof Sumpter |                           |                                    |                               |
| Die Bahnstrecke im Jahr 1931 |                           |                                    |                               |
| Streckenlänge: | 128 km                    |                                    |                               |
| Spurweite: | 914 mm (engl. 3-Fuß-Spur) |                                    |                               |
| Maximale Neigung: | 38 ‰                      |                                    |                               |
| |                           |                                    |                               |
| \| \| \| Strecke der Union Pacific Railroad \| \| \| \| \| nach La Grande und Nampa \| \| \| \| 0,0 \| Baker City \| 1054 m ü. M. \| \| \| 14,8 \| Salisbury \| 1111 m ü. M. \| \| \| \| Curry \| \| \| \| \| Huckleberry Loop \| \| \| \| 36,5 \| McEwen \| 1260 m ü. M. \| \| \| \| Wendedreick, Depot \| \| \| \| \| Abstellgleis \| \| \| \| \| Sumpter Stage Hwy 7 \| \| \| \| \| Huckleberry Loop \| \| \| \| \| Iron Horse St \| \| \| \| \| \| \| \| \| \| SW Bonanza Ave / Powder River \| \| \| \| \| Ausweichstelle (200 m) \| \| \| \| \| Austin Street \| \| \| \| 46,5 \| Sumpter \| 1342 m ü. M. \| \| \| 61,2 \| Larch \| 1547 m ü. M. \| \| \| \| Gleisdreieck \| \| \| \| \| Red Spring \| \| \| \| \| Antelope Spring \| \| \| \| \| Three Cent Gulch \| \| \| \| \| Dry Creek \| \| \| \| \| Camp Creek \| \| \| \| 78,2 \| Whitney \| 1265 m ü. M. \| \| \| \| North Fork Burnt River \| \| \| \| \| Patrick Creek \| \| \| \| \| Tipton, Wendeschleife \| 1547 m ü. M. \| \| \| \| White Pine \| \| \| \| \| Mill Creek \| \| \| \| \| Austin \| 1255 m ü. M. \| \| \| \| Middle Fork John Day River \| \| \| \| 98,4 \| Bates \| 1243 m ü. M. \| \| \| \| Bridge Creek \| \| \| \| 114 \| Spitzkehren \| Spitzkehren \| \| \| \| am Dixie Pass \| 1600 m. ü. M. \| \| \| \| Dad´s Creek \| \| \| \| \| Trestle Bridge Dad´s Creek \| \| \| \| \| John Day River \| \| \| \| 128 \| Prairie City (Oregon) \| 1077 m ü. M. \| \| \| \| \| \| \| Quellen: [1][2] \| \| \| \| |                           |                                    |                               |
| |                           | Strecke der Union Pacific Railroad |                               |
| Abzweig quer und ehemals von rechts |                           | nach La Grande und Nampa           | nach La Grande und Nampa      |
| Bahnhof (Strecke außer Betrieb) | 0,0                       | Baker City                         | 1054 m ü. M.                  |
| Haltepunkt / Haltestelle (Strecke außer Betrieb) | 14,8                      | Salisbury                          | 1111 m ü. M.                  |
| Haltepunkt / Haltestelle (Strecke außer Betrieb) |                           | Curry                              | Curry                         |
| Bahnübergang |                           | Huckleberry Loop                   | Huckleberry Loop              |
| Bahnhof | 36,5                      | McEwen                             | 1260 m ü. M.                  |
| Abzweig geradeaus, nach links und von links |                           | Wendedreick, Depot                 | Wendedreick, Depot            |
| Abzweig geradeaus und nach rechts |                           | Abstellgleis                       | Abstellgleis                  |
| Bahnübergang |                           | Sumpter Stage Hwy 7                | Sumpter Stage Hwy 7           |
| Bahnübergang |                           | Huckleberry Loop                   | Huckleberry Loop              |
| Bahnübergang |                           | Iron Horse St                      | Iron Horse St                 |
| Abzweig geradeaus, ehemals nach links und ehemals von links · Strecke von rechts (außer Betrieb) |                           |                                    |                               |
| Bahnübergang · Brücke über Wasserlauf (Strecke außer Betrieb) |                           | SW Bonanza Ave / Powder River      | SW Bonanza Ave / Powder River |
| Dienststation / Betriebs- oder Güterbahnhof · Strecke (außer Betrieb) |                           | Ausweichstelle (200 m)             | Ausweichstelle (200 m)        |
| Bahnübergang · Strecke (außer Betrieb) |                           | Austin Street                      | Austin Street                 |
| Kopfbahnhof Streckenende · Strecke (außer Betrieb) | 46,5                      | Sumpter                            | 1342 m ü. M.                  |
| Haltepunkt / Haltestelle (Strecke außer Betrieb) | 61,2                      | Larch                              | 1547 m ü. M.                  |
| Abzweig geradeaus, nach rechts und von rechts (Strecke außer Betrieb) |                           | Gleisdreieck                       | Gleisdreieck                  |
| Brücke über Wasserlauf (Strecke außer Betrieb) |                           | Red Spring                         | Red Spring                    |
| Brücke über Wasserlauf (Strecke außer Betrieb) |                           | Antelope Spring                    | Antelope Spring               |
| Brücke über Wasserlauf (Strecke außer Betrieb) |                           | Three Cent Gulch                   | Three Cent Gulch              |
| Brücke über Wasserlauf (Strecke außer Betrieb) |                           | Dry Creek                          | Dry Creek                     |
| Brücke über Wasserlauf (Strecke außer Betrieb) |                           | Camp Creek                         | Camp Creek                    |
| Haltepunkt / Haltestelle (Strecke außer Betrieb) | 78,2                      | Whitney                            | 1265 m ü. M.                  |
| Brücke über Wasserlauf (Strecke außer Betrieb) |                           | North Fork Burnt River             | North Fork Burnt River        |
| Brücke über Wasserlauf (Strecke außer Betrieb) |                           | Patrick Creek                      | Patrick Creek                 |
| Dienststation / Betriebs- oder Güterbahnhof (Strecke außer Betrieb) |                           | Tipton, Wendeschleife              | 1547 m ü. M.                  |
| Haltepunkt / Haltestelle (Strecke außer Betrieb) |                           | White Pine                         | White Pine                    |
| Brücke über Wasserlauf (Strecke außer Betrieb) |                           | Mill Creek                         | Mill Creek                    |
| Haltepunkt / Haltestelle (Strecke außer Betrieb) |                           | Austin                             | 1255 m ü. M.                  |
| Brücke über Wasserlauf (Strecke außer Betrieb) |                           | Middle Fork John Day River         | Middle Fork John Day River    |
| Haltepunkt / Haltestelle (Strecke außer Betrieb) | 98,4                      | Bates                              | 1243 m ü. M.                  |
| Brücke über Wasserlauf (Strecke außer Betrieb) |                           | Bridge Creek                       | Bridge Creek                  |
| Abzweig nach rechts und von rechts (Strecke außer Betrieb) | 114                       | Spitzkehren                        | Spitzkehren                   |
| Abzweig nach links und von links (Strecke außer Betrieb) |                           | am Dixie Pass                      | 1600 m. ü. M.                 |
| Brücke über Wasserlauf (Strecke außer Betrieb) |                           | Dad´s Creek                        | Dad´s Creek                   |
| Brücke über Wasserlauf (Strecke außer Betrieb) |                           | Trestle Bridge Dad´s Creek         | Trestle Bridge Dad´s Creek    |
| Brücke über Wasserlauf (Strecke außer Betrieb) |                           | John Day River                     | John Day River                |
| Kopfbahnhof Streckenende (Strecke außer Betrieb) | 128                       | Prairie City (Oregon)              | 1077 m ü. M.                  |
| |                           |                                    |                               |
| Quellen: |                           |                                    |                               |

Die Sumpter Valley Railroad oder Sumpter Valley Railway ist eine Schmalspurbahn mit einer Spurweite von 914 mm. Sie befindet sich im Baker County im US-Bundesstaat Oregon.
Die Bahn war von 1891 bis 1961 in Betrieb. Nachdem Freiwillige die Bahn ab 1971 teilweise wieder aufgebaut haben, wurde sie am 3. August 1987 zu den National Register of Historic Places hinzugefügt. Die Eisenbahn ist heute als Touristenattraktion erhalten. Betrieben und instand gehalten wird sie von Mitgliedern der Sumpter Valley Railroad Restoration.

## Geschichte

### Der Beginn
1889 gründeten David Eccles und W. Nibley die Oregon Lumber Company. Die OLC erkannte schnell, dass sie eine Eisenbahn benötigen würde, um das Holz abtransportieren zu können. Anfang 1890 hatte das Unternehmen eine Vereinbarung mit der Union Pacific, in der die UP zustimmte, Schienen und andere Ausrüstung an die Holzfirma zu liefern. Am 18. August 1890 gründeten die Betreiber der Oregon Lumber Company die Sumpter Valley Railway Company, um den Bahnbetrieb abzuwickeln.
Die Union Pacific hatte ein umfangreiches Schmalspurnetz im Südosten von Idaho und im Norden von Utah und war dabei, diese Strecken auf Normalspur umzustellen. Die Sumpter Valley Railway entschied sich deshalb, ihre Strecken mit der Schmalspurweite (914 mm, drei Fuß) zu bauen, was auf die Verfügbarkeit gebrauchter Union Pacific-Ausrüstung zurückzuführen war.
Die UP lieferte im Spätsommer 1890 die erste Lokomotive und Gleismaterial nach Baker City und der Bahnbau begann. Die Strecke bis zum Streckenkilometer 30 konnte bis Juli 1891 fertiggestellt werden. Die Lokomotive brachte den ersten Holzzug am 1. August 1891 nach Baker City. Die Bauarbeiten erreichten im Oktober 1891 McEwan, Oregon. Die Sumpter Valley Railroad war von Anfang an erfolgreich und beförderte sowohl Personen als auch Güter. Dabei bildete Holz den Großteil des Frachtgeschäfts. Das Ende der Strecke in McEwan lag nur etwa vier Meilen von Sumpter entfernt, einer Bergbausiedlung, in der 1892 Gold gefunden wurde. Dies veranlasste die SVRy, die Hauptstrecke bis Sumpter zu verlängern. Die Strecke wurde am 3. Oktober 1896 fertiggestellt.
Sumpter blühte mit der Ankunft der Eisenbahn zu einer kleinen Stadt auf. Pro Tag wurden vier Personenzüge gefahren. Da die verschiedenen Holzunternehmen weiteren Holzbesitz im Westen hatten, wurde südlich von Sumpter eine Spitzkehre gebaut. Dies war der Beginn einer neuen Strecke, die sich nach Südwesten richtete. Die Verlängerung, die sich um den Huckleberry Mountain schlängelte, erreichte um 1900 den Gipfel bei Larch und am 1. Juni 1904 die neue Stadt Whitney. Eine weitere Verlängerung brachte die Strecke zum nächsten Gipfel bei Tipton, diese war im Juni 1904 fertiggestellt. Die letzte Verlängerung führte die Strecke im November 1905 nach Austin. Jede dieser Erweiterungen eröffnete riesige neue Waldgebiete und die verschiedenen Holzunternehmen bauten dort Sägewerke und Waldbahnen.
Zwischenzeitlich erreichte die Nevada-California-Oregon Railroad im Dezember 1908 Alturas (Kalifornien). Das Management der Sumpter Valley Railroad beschloss deshalb, die Bahn bis zur NCOR-Linie in Prineville auszudehnen. Anfang 1909 nahmen die Gleisbauarbeiter die Arbeiten wieder auf. Die letzte Verlängerung der Sumpter Valley Hauptlinie führte die Eisenbahn mittels Serpentinen über einen weiter Berggipfel, bevor sie die Stadt Prairie City (Oregon) im John Day River Valley erreichte. Der erste Sumpter-Valley-Zug rollte am 4. Juli 1910 über die 128 Kilometer lange Strecke zwischen Baker City und Prairie City.
Während die Erweiterung von Prairie City der Eisenbahn neue Geschäft einbrachte, kam die Verbindung zu Nevada-California-Oregon Railroad jedoch nie zustande, weil die NCOR im Januar 1912 nur bis Lakeview (Oregon) kam. Ein Wechsel im Eisenbahnmanagement der SVRy beendete die Bestrebungen, die Bahn nach Süden und Osten weiter zu verlängern.

### Die glorreichen Jahre
Die Sumpter Valley Railway boomte bis in die frühen 1920er Jahren. Danach ließ der Minenverkehr deutlich nach, insbesondere, nachdem im August 1917 ein Feuer den größten Teil der Stadt Sumpter dem Erdboden gleichgemacht hatte. Die Erweiterung nach Prairie City brachte der Bahn erhebliches landwirtschaftliches Transportvolumen ein. Große Mengen an Stämmen und Schnittholz blieben weiter die Haupteinnahmequelle der SVRy. Die Einnahmen ermöglichten es, ab den 1920er Jahren erheblich zu modernisieren. Eine Serie von neuen Lokomotiven von Alco und Baldwin ersetzten die ursprünglichen Triebfahrzeuge und zwei neue Personenwagen von American Car & Foundry ermöglichten es nun, Fahrgäste in der Ersten Klasse zu befördern.

### Der Niedergang
In den frühen 1930er Jahren begannen der Automobilverkehr und die Verbesserung der Straßen, die Geschäfte der Eisenbahn verschlechterten sich. Zuerst war der Reiseverkehr und der gesamte Verkehr nach Prairie City betroffen. Die Transportaufgaben nach Bates gingen gegen Null, und die Interstate Commerce Commission genehmigte die Einstellung der Strecke im Januar 1933. Die Personenzüge verschwanden als Nächstes, der letzte Personenzug verkehrte am 31. Juli 1937.
Die Fahrgäste fuhren danach in Güterzügen mit, die weiterhin Holz transportierten. Die Gesellschaft kaufte 1940 von der Uintah Railway noch zwei von Baldwin gebaute, 2-6-6-2T-Gelenkelokomotiven. Dies waren die größten Schmalspur-Dampflokomotiven, die in Nordamerika je gebaut wurden. Obwohl bis zum Schluss profitabel, entschied die Oregon Lumber Company, den Bahnbetrieb einzustellen. Das Sägewerk in Whitney wurde 1943 geschlossen, als das Holz zu Neige ging. Jenes in Bates hatte noch eine sichere Zukunft, jedoch beschloss die Oregon Lumber Company, die Eisenbahn durch Lastwagen zu ersetzen. Der letzte Güterzug der Sumpter Valley Railway verkehrte am 11. April 1947.
Die Gesellschaft entfernte die Schienen, kurz nachdem der letzte Zug gefahren war, und sammelte die Fahrzeuge im Depot von Baker. Das Unternehmen verschrottete einige Fahrzeuge, fand aber für die meisten davon Käufer in Alaska und Südamerika. Die Strecke wurde nicht völlig eingestellt, denn ein kleiner Abschnitt mit einem Dreischienengleis wurde weiter betrieben. Das Gleis bediente das Sägewerk von Baker City, und die SVRy setzte den Betrieb mit einer kleinen schmalspurigen Lokomotive fort, mit der das Unternehmen normalspurige Wagen innerhalb des Werks verschob. Die Oregon Lumber Company betrieb es bis 1961. Als das Werk geschlossen wurde, verschwand der Rest der Sumpter Valley Railway.

### Der Wiederaufbau ab 1971
1971 bildete sich eine kleine Gruppe von Freiwilligen, um die schmalspurige Sumpter Valley Railway wieder aufzubauen. Die Sumpter Valley Railroad Restoration wurde nach den Gesetzen von Oregon als gemeinnützige Touristenbahn gegründet. Die neue Organisation traf Vereinbarungen mit der Edward Hines Lumber Company über die Verpachtung der alten Trasse westwärts von der Kreisstraße bei McEwen bis nach Sumpter. Die Trasse wurde im Rahmen eines zehnjährigen Mietvertrags erworben. Die Restaurierung der Bahn begann dann am 4. Januar 1971.
Mit freiwilligen Arbeitskräften hat die SVRy so über elf Kilometer der Strecke wieder aufgebaut. Später wurde der Sumpter Valley Railway District nominiert und in das National Register of Historic Places aufgenommen. Außerdem sollte ein Teil der alten Fahrzeuge zurückgeholt werden. Alte Lokomotivkessel wurden dort gefunden, wo sie als Industriekessel oder Öfen eingesetzt worden waren. Einige Viehwaggons wurden auf Weiden verrottet vorgefunden. Die Gruppe suchte nun auch nach geeigneten Schmalspurlokomotiven. Die Boise Cascade Corporation hatte eine alte Lokomotive der W. H. Eccles Lumber Company in ihrem Sägewerk in Cascade (Idaho), die Heisler-Getriebelokomotive Nummer 3 mit zwei Güterwagen, die 1915 von der Eccles Lumber Company neu gekauft wurde und auf der Sumpter Valley Railway fuhr. Boise Cascade hatte sie gelegentlich als Reservekessel für das Sägewerk in Cascade angeheizt.
Im Herbst 1971 transportierte die Union Pacific Railroad die 40 Tonnen schwere Heisler-Lokomotive von Cascade nach Baker, Oregon. Nach vielen Jahren der Abstellung war sie nicht mehr in betriebsfähigem Zustand. Die Ellingson Lumber Company in Baker City mietete daraufhin einen Reparaturschuppen. Nach vier Jahren war die Wiederaufarbeitung abgeschlossen. Im Jahr 1975 wurden am Depot McEwen auf einem Parkplatz 600 Meter Gleise verlegt, die von der Union Pacific Railroad gespendet wurden. Das erste Gleis wurde im Depot verlegt und danach das Gleisdreieck zum zukünftigen Standort des Lokschuppens. Im April 1976 verlegte die Oregon National Guard einen SVRy-Wasserturm von Bates zum McEwen-Depotgelände.
Im Juni 1976 wurde die Heisler-Lokomotive erstmals angefeuert und auf einem Anhänger von Baker zu ihrem neuen Zuhause in der Sumpter Valley Railroad Restoration gefahren. Nach sechs Jahren wurde die Sumpter Valley Railroad am 4. Juli 1976 wieder eröffnet. In den nächsten Jahren verkehrte die Bahn auf einem kurzen Schienenabschnitt von einigen hundert Metern. 1977 wurde bekannt, dass zwei originale SVRy 2-8-2 Mikado-Lokomotiven von der White Pass and Yukon Railway in Skagway, erhältlich waren. Die Lokomotiven 19 und 20 waren 1920 von der SVRy neu gekauft worden.
Sie wurden 1940 an den White Pass und Yukon verkauft und dort bis zu ihrer Abstellung 1960 unter den Betriebsnummern 80 und 81 betrieben. Die SVRR konnte die beiden Lokomotiven für jeweils einen symbolischen Dollar kaufen. Durch eine Spende der Union Pacific Railroad wurde der Transport von Seattle nach Baker City ermöglicht. Von der Union Pacific Railroad bekam die SVRy 1977 32 Kilometer Gleismaterial, die von einer Zweigstrecke von Brogan nach Vale (Oregon) stammten. In den 1980er Jahren setzte sich die Verlegung von Gleisen in Richtung Sumpter fort.
Es wurden weitere Fahrzeuge beschafft, darunter der einzige Kesselwagen des SVRy und zwei Caboose-Wagen mit den Betriebsnummern 3 und 5, die 1926 in den Baker City-Werkstätten der SVRy gebaut wurden. 1985 wurde eine weitere Zweigstrecke der Union Pacific zwischen Athena und Weston im Nordosten Oregons eingestellt. Die UP bot der SVRy auch diese Schienen an, wenn sie vier Kilometer demontieren und abtransportieren würden.
Im Jahr 1991 kam die Eisenbahn in Sumpter an und zog 2007 wieder in den ursprünglichen Bahnhof ein. Heute ist die Bahnstrecke etwas mehr als 8,3 Kilometer lang, dazu kommen Betriebs- und Abstellgleise. Die Oregon State Parks betreiben die „Dredge Heritage Area“ in Sumpter.

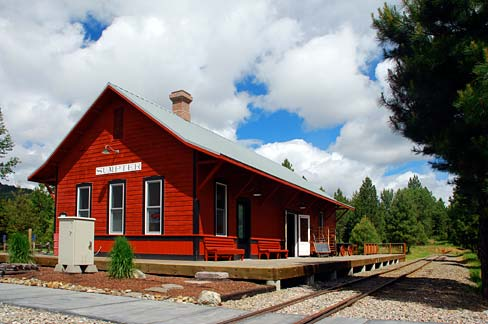
Der Bahnhof von Sumpter
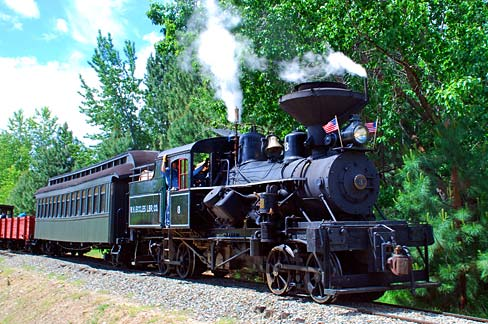
Heisler Lok Nr. 3 in Sumpter
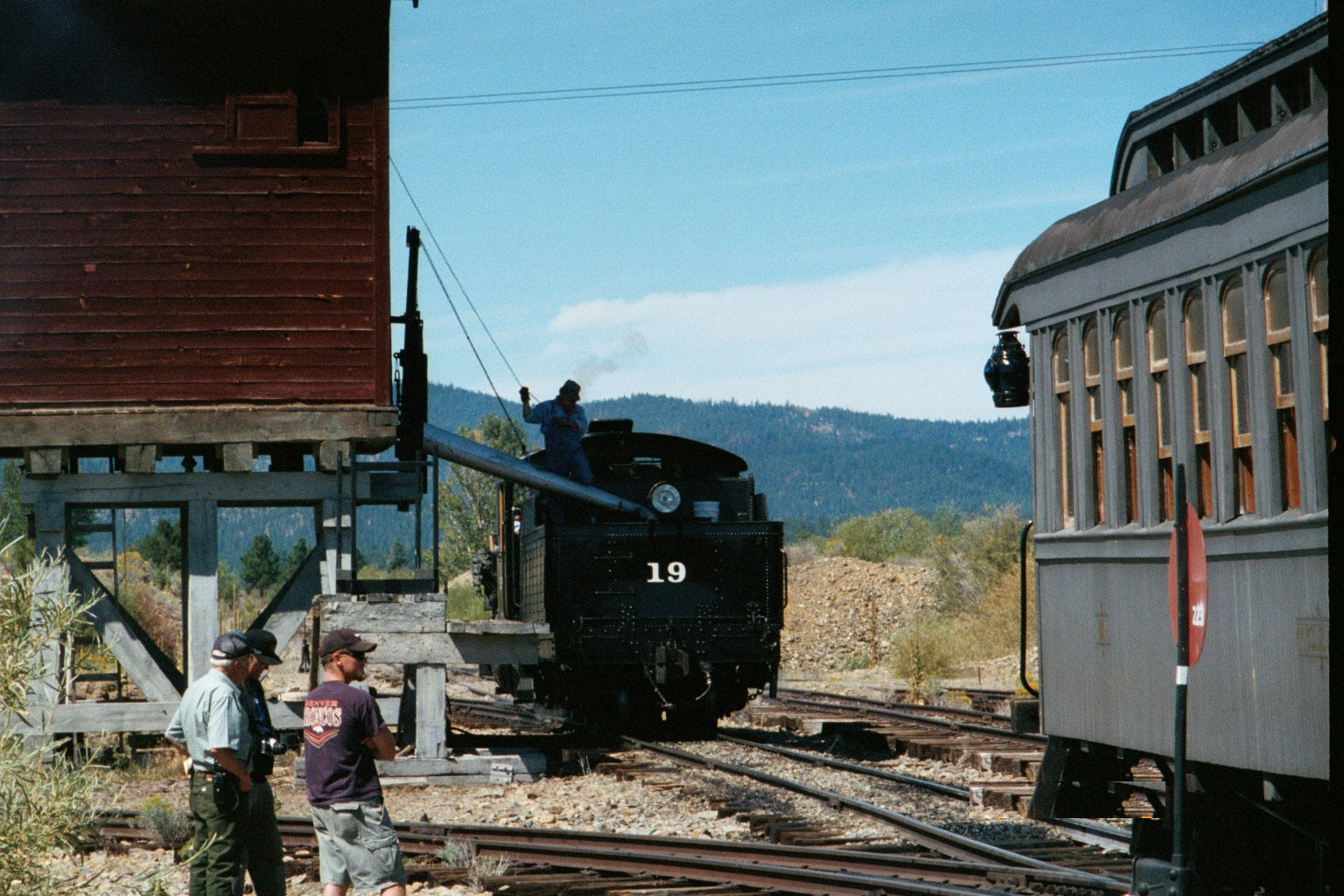
Nr. 19 rangiert im Bahnhof McEwen
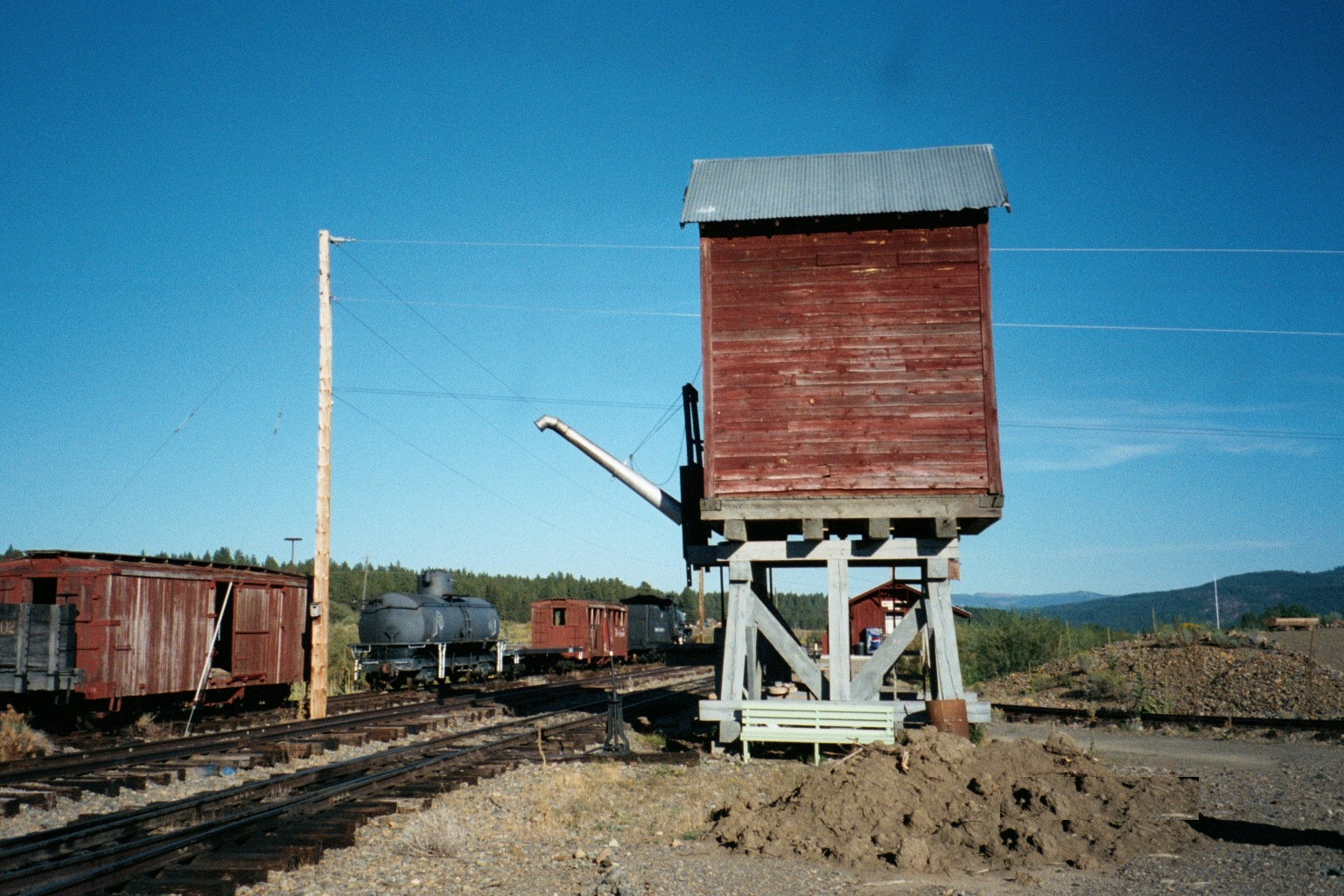
Der Wasserturm in McEwen
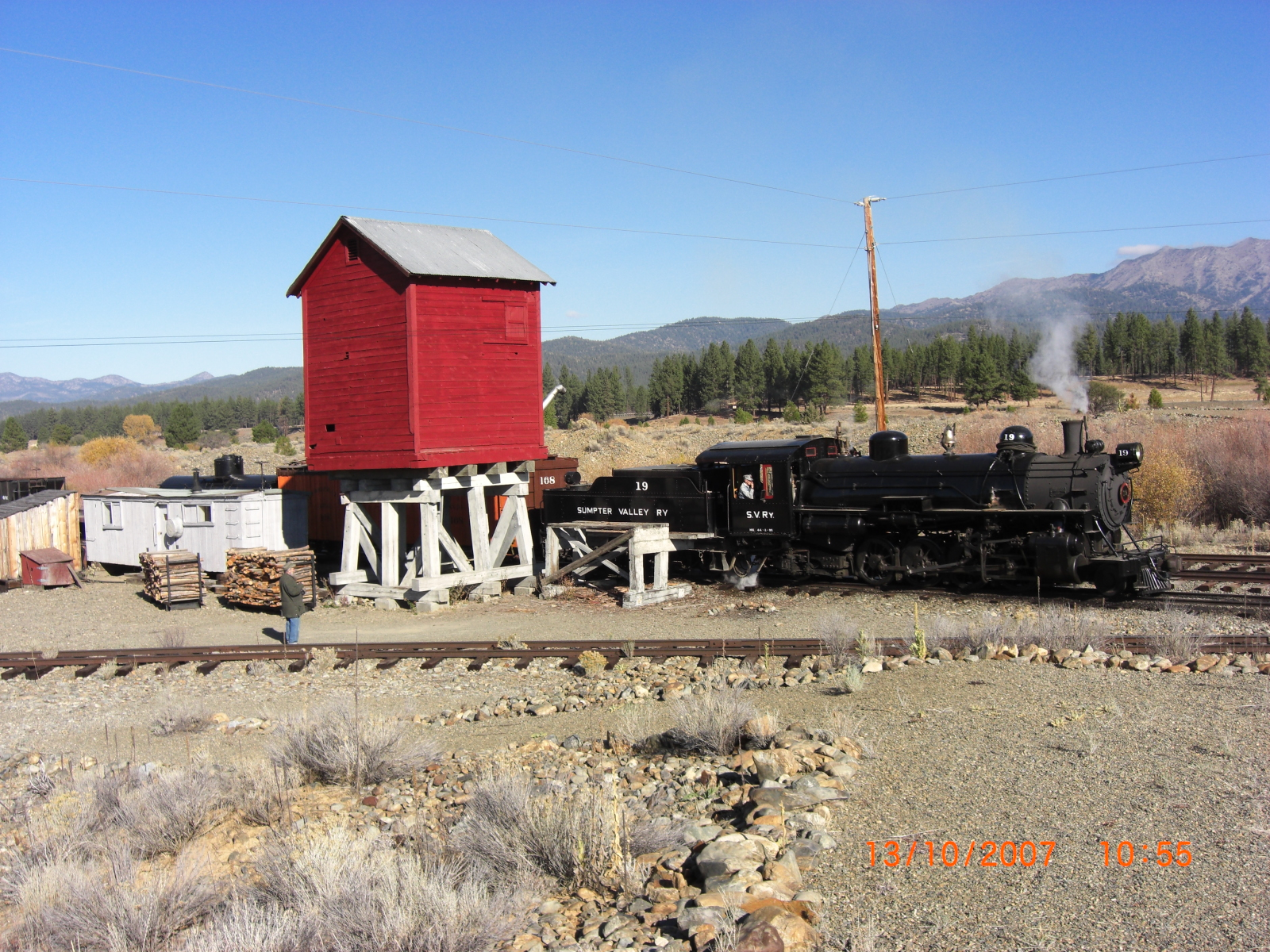
Lok Nr. 19 und der Wasserturm von McEwen
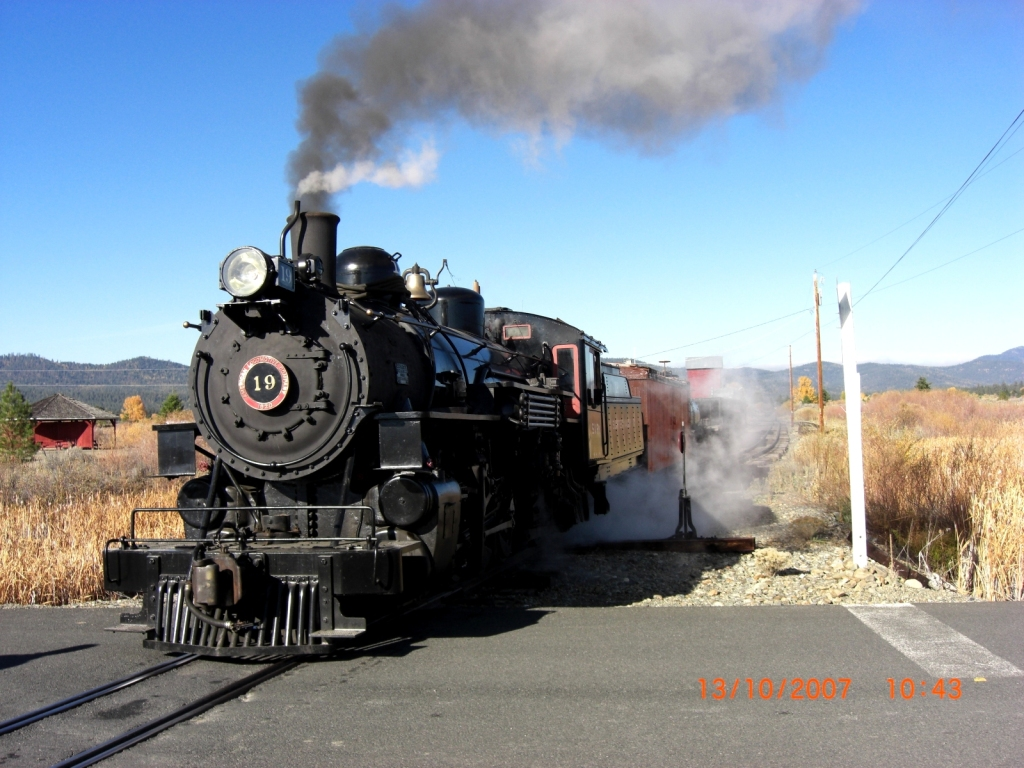
Lok Nr. 19 quert den Bahnübergang in McEwen

## Fahrzeuge aktuell
| Dampflokomotiven               |                             |       |               |      |                                                                                          |  |
| 101 jetzt 20                   | American Locomotive Company | 61980 | Mikado 2-8-2s | 1920 | in Betrieb, 1977 von der White Pass and Yukon Railway zurückgeholt                       |  |
| 102 jetzt 19                   | American Locomotive Company | 61981 | Mikado 2-8-2s | 1920 | zur Zeit abgestellt, 1977 von der White Pass and Yukon Railway zurückgeholt              |  |
| 3                              | Heisler Locomotive Works    | 1306  | Heisler 4-4   |      | in Betrieb, 1971 von Hallack & Howard Lumber, Boise Cascade erworben                     |  |
| Gasturbinenlokomotiven         |                             |       |               |      |                                                                                          |  |
| 100                            | Whitcomb Gas Mechanical     | 13015 | 0-4-0         | 1929 | Vorbesitzer: Shirley Construction Company, Yale & Regan Company                          |  |
| 101                            | Davenport                   | 2245  | 0-4-0         | 1937 | von Crown Zellerbach erworben                                                            |  |
| 118                            | Plymouth Gas Mechanical     |       |               |      | von Bay Area Rapid Transit (BART) - Crown Zellerbach erworben                            |  |
| Dieselelektrische Lokomotive   |                             |       |               |      |                                                                                          |  |
| 720                            | GE Transportation Systems   |       |               |      | von der Chiquira Land Company erworben                                                   |  |
| Motordraisine                  |                             |       |               |      |                                                                                          |  |
| A-4                            | Fairmont                    |       |               |      | von der Canadian National Railway erworben                                               |  |
| Personenwagen (kleine Auswahl) |                             |       |               |      |                                                                                          |  |
| Personenwagen Nr. 20           |                             |       |               | 1890 | ist nach der Restaurierung seit 1991, mit dem Namen „Em Eccles Jones“, wieder in Betrieb |  |
| Caboose Nr. 5                  |                             |       |               |      | WT. 21.700, BLT. 1023                                                                    |  |
| Quellen                        |                             |       |               |      |                                                                                          |  |